# Citroën
Citroën (МФА (фр.): [si.tʁo.ɛn]; Ситроен) — французская автомобилестроительная компания, созданная в 1919 году Андре Ситроеном. С 1976 года она стала частью концерна PSA Peugeot Citroën, штаб-квартира находится на улице Fructidor в Париже.

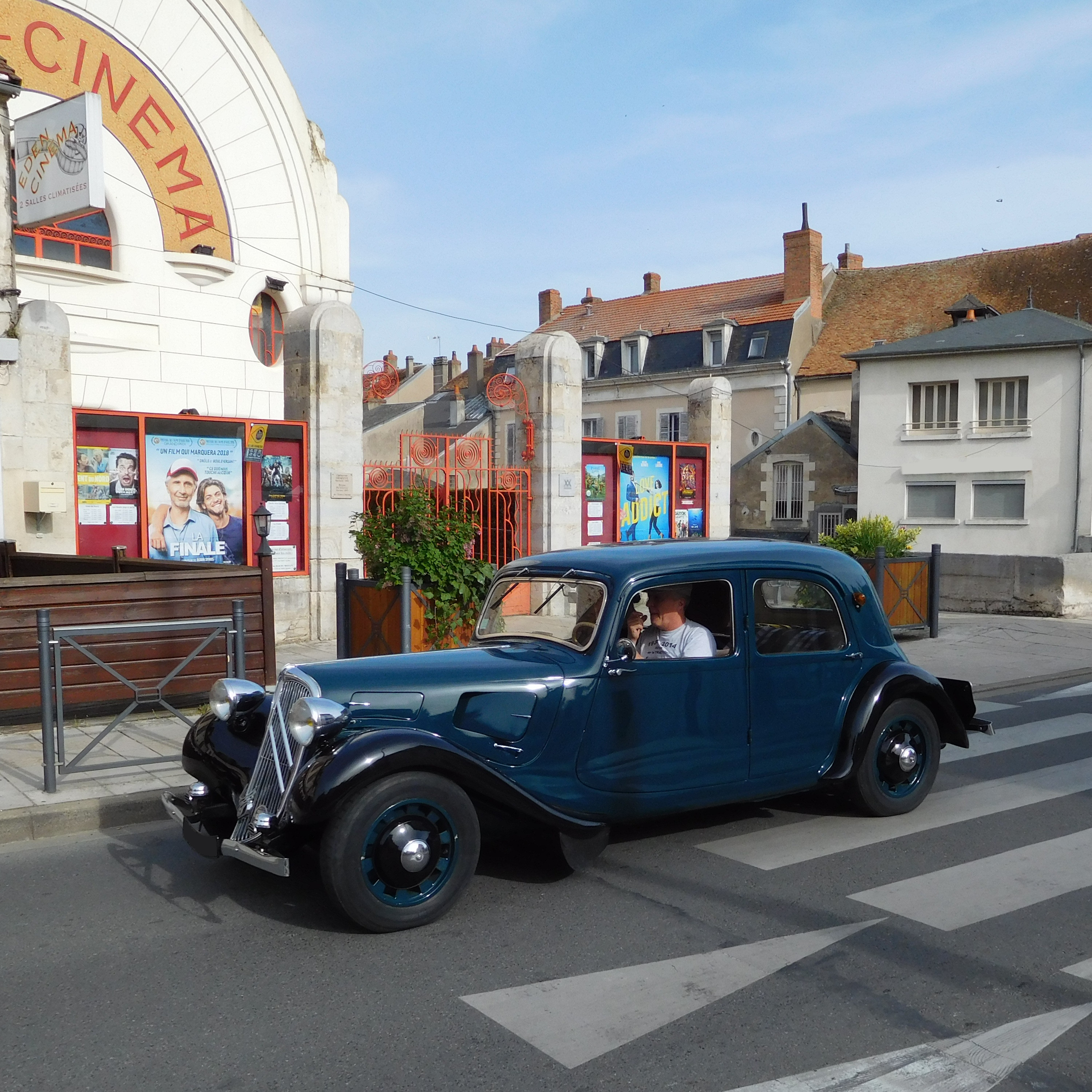
Citroën Traction Avant

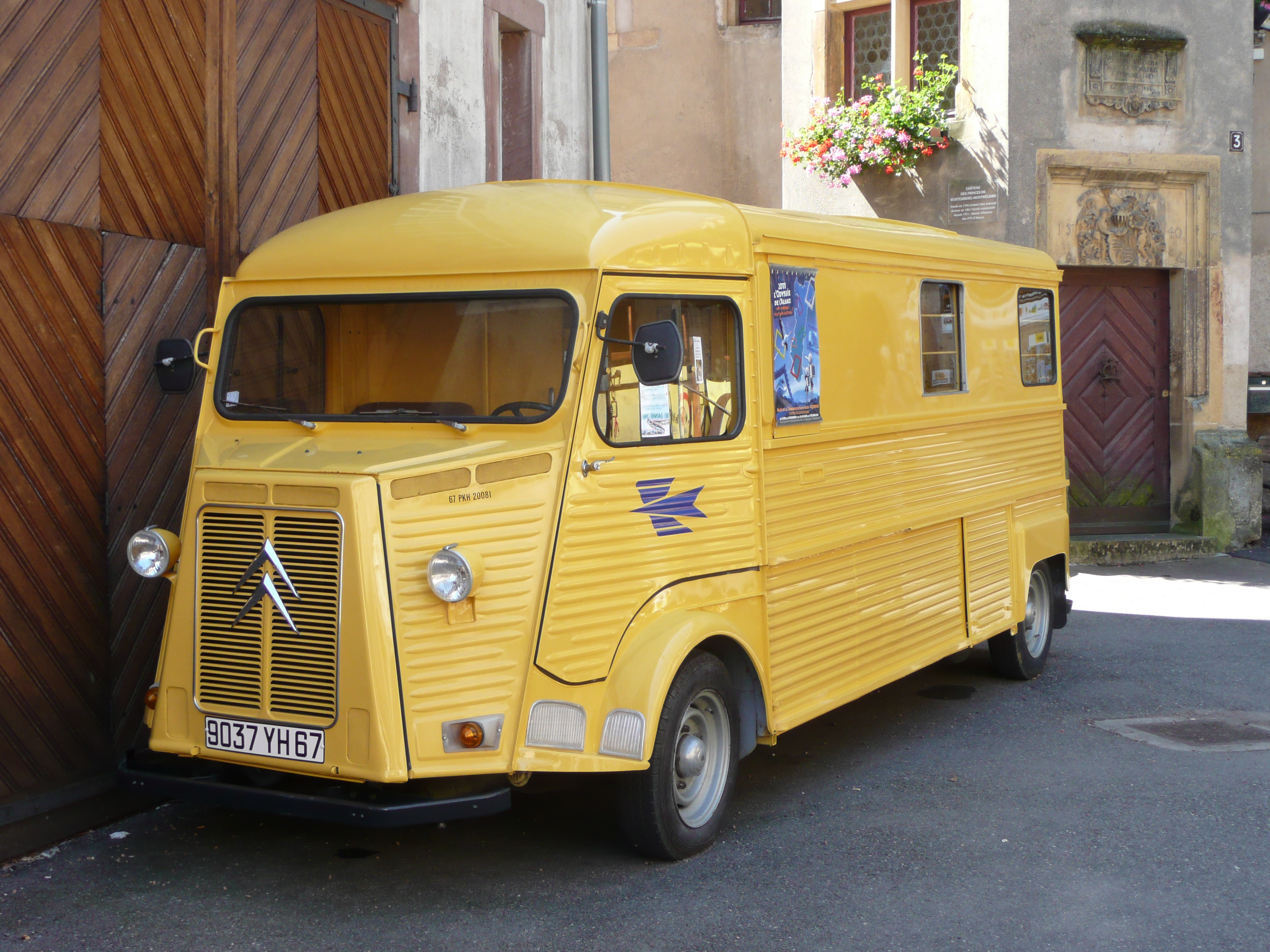
Citroën Type H

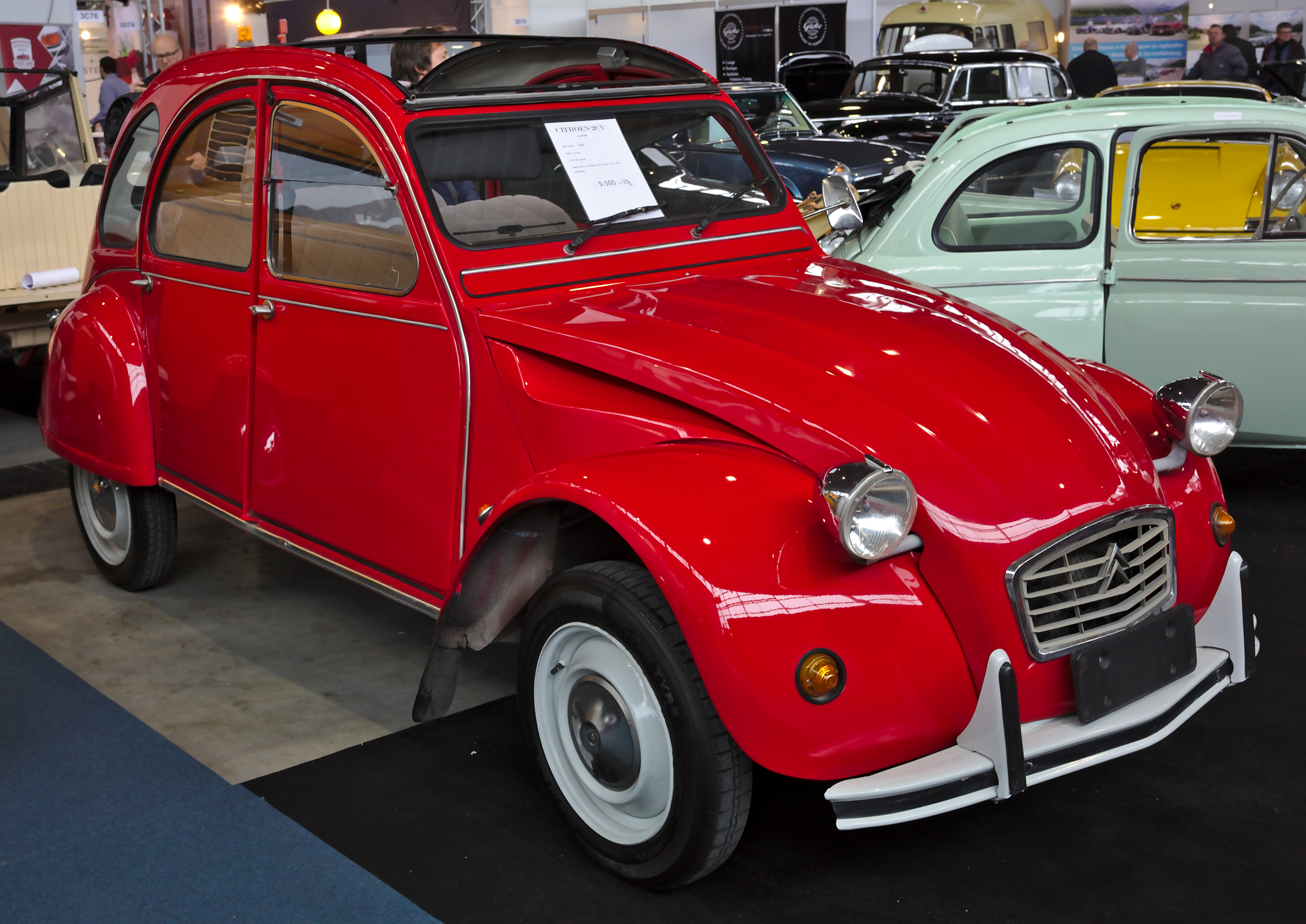
Citroën 2CV

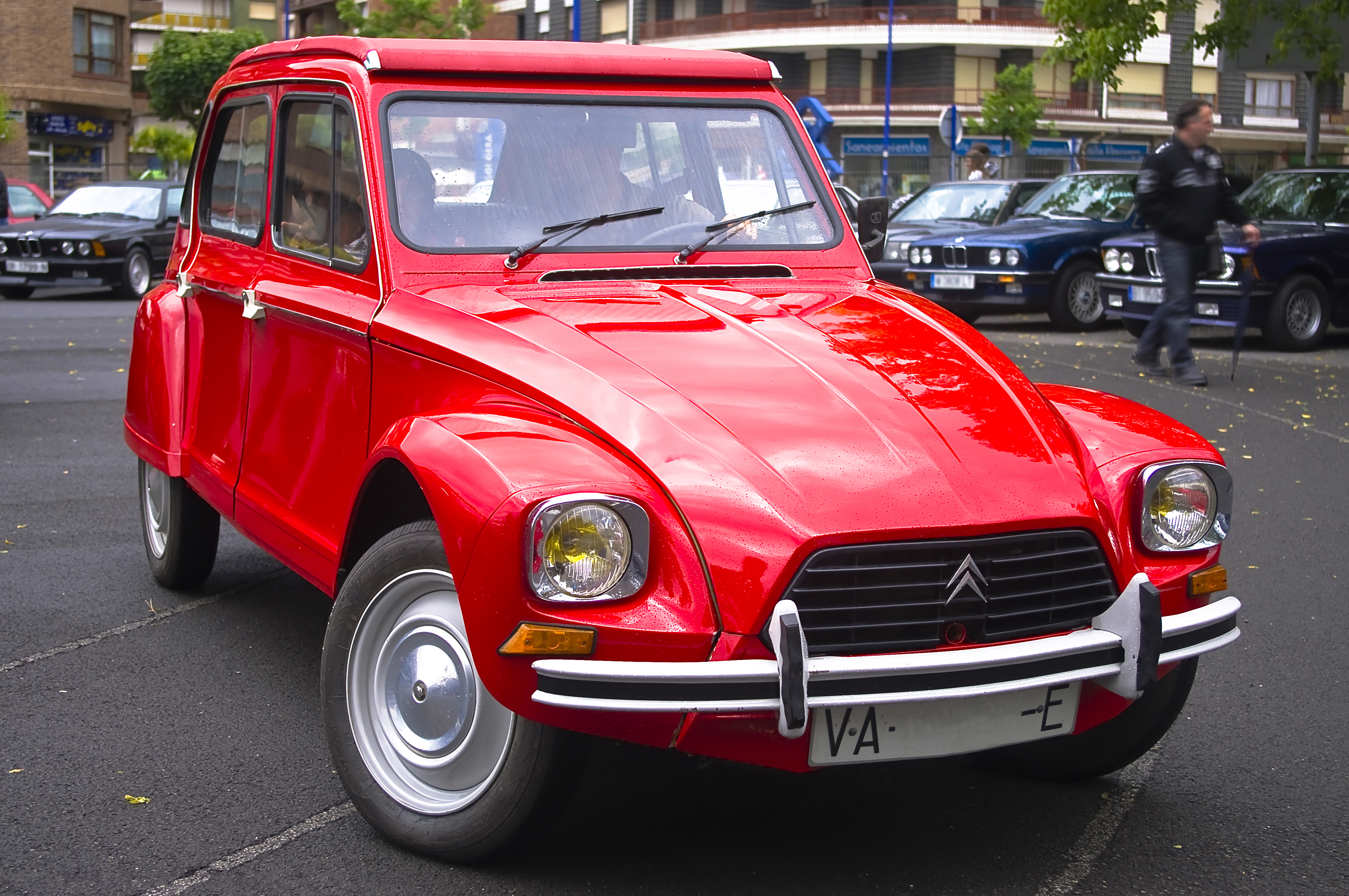
Citroën Dyane

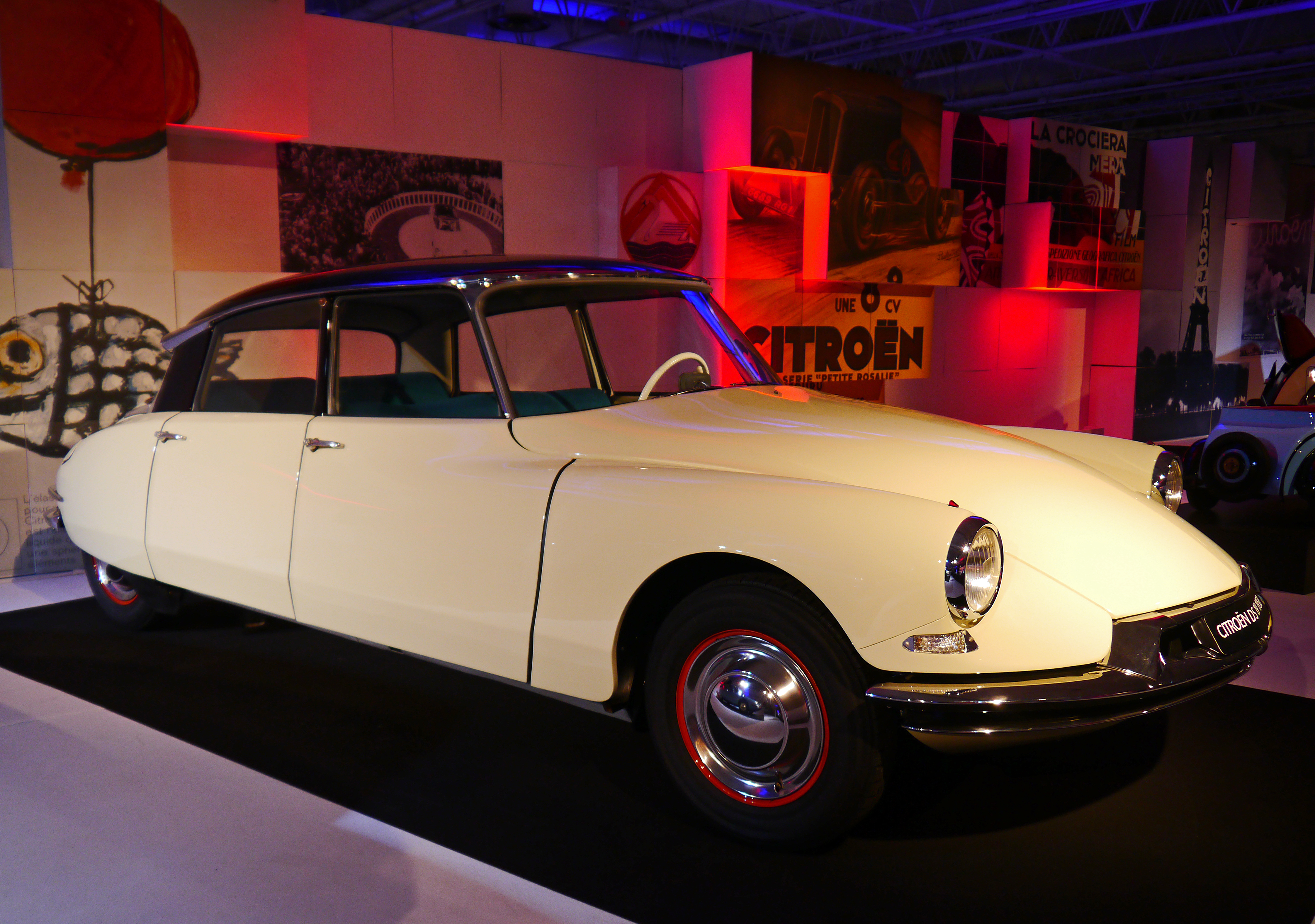
Citroën DS

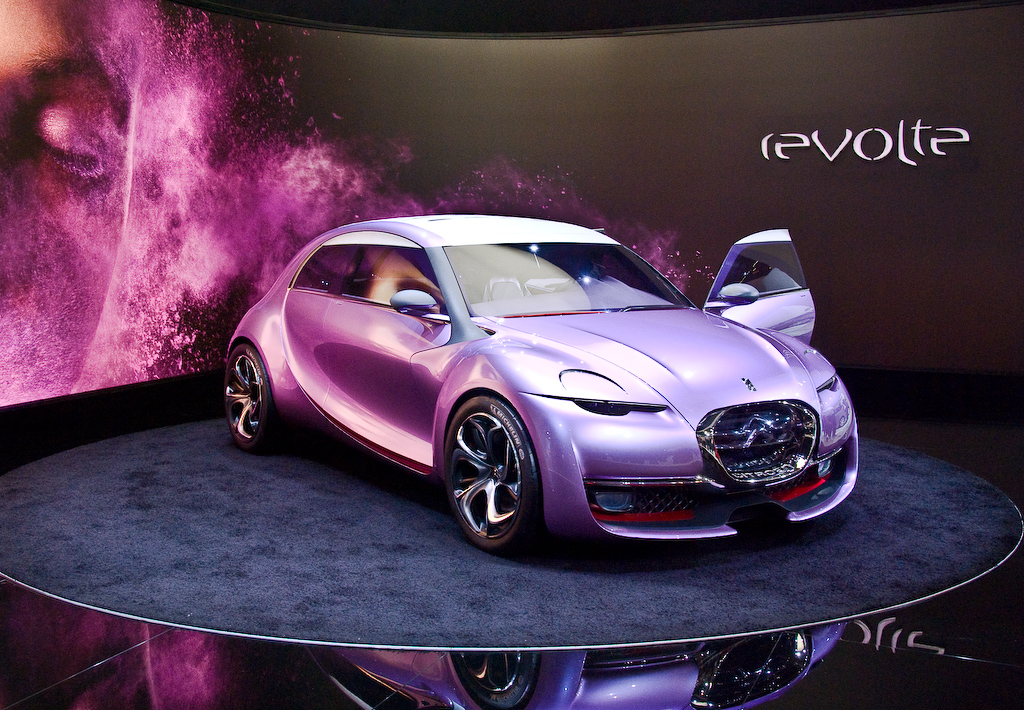
Citroën Revolte

Изначально производитель недорогих автомобилей массового потребления со сравнительно простым дизайном, Citroën в 1934 году выпустил на рынок революционную и очень успешную модель Traction Avant — один из первых переднеприводных автомобилей массового производства (производился до 1957 г.). Другие знаковые модели: Type H (1947—1981, «HY»), 2CV (1948—1990), DS (1955—1975) и CX (1974—1991).

## История

### Начало

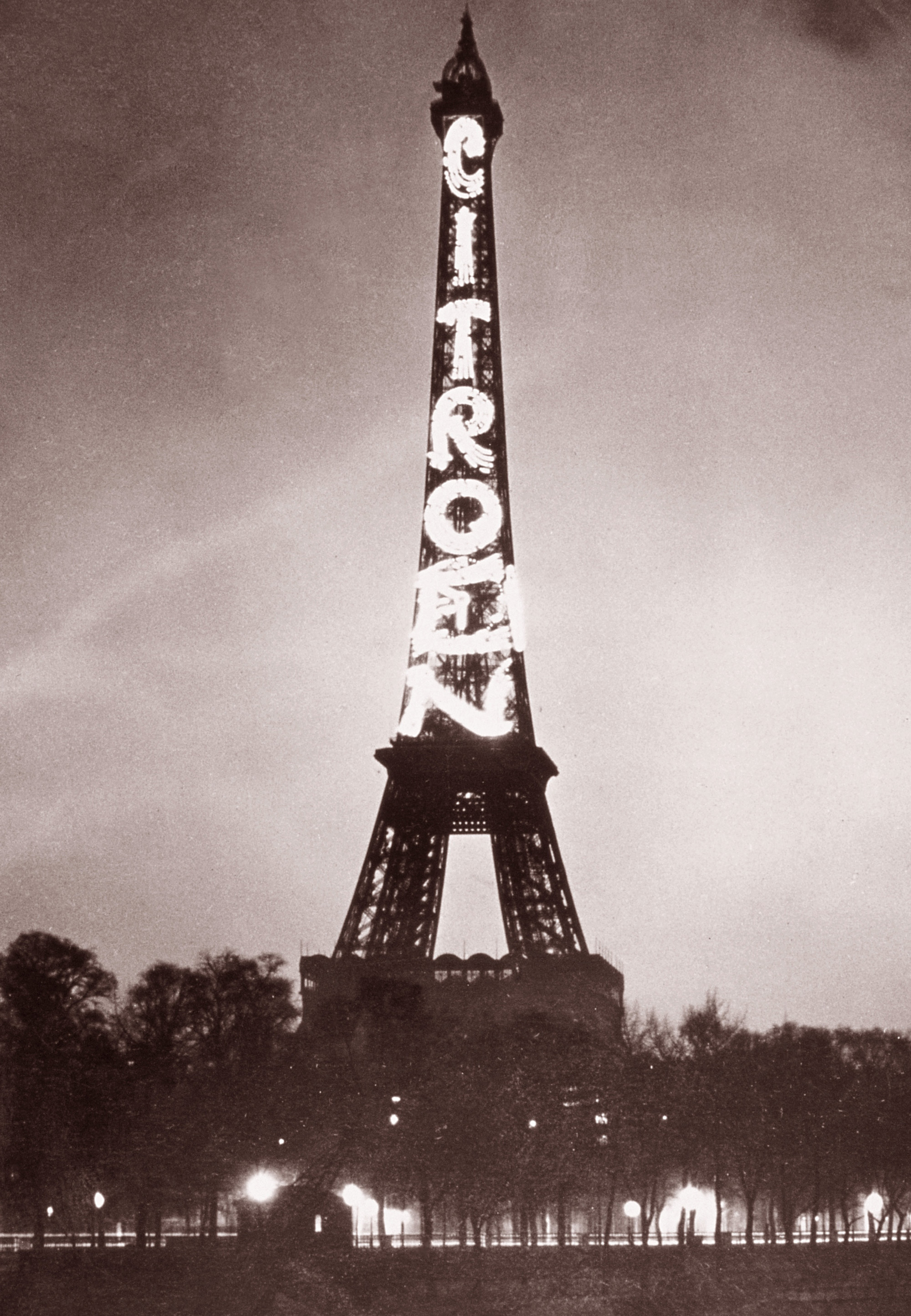
Эйфелева башня служила билбордом Citroën с 1925 по 1934

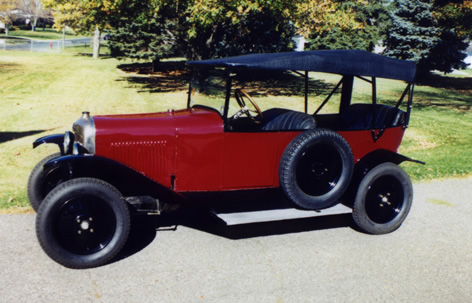
Первый автомобиль марки Citroën. Type A Torpedo, 1921 год

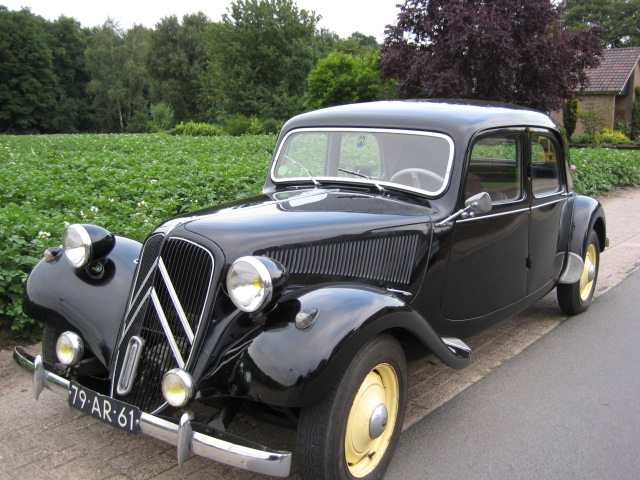
«Траксьон Аван» с передним приводом, несущим кузовом, гидравлическими тормозами и другими новшествами, 1934—1957

История Ситроена началась вместе с рождением создателя марки — Андре Ситроена (фр. André-Gustave Citroën), который появился на свет 5 февраля 1878 года. Вопреки желаниям отца, Андре не продолжил семейный бизнес, а занялся тем, что ему нравилось. После окончания политехнического института молодой человек отправился работать в мастерскую по изготовлению деталей для паровозов. Ситроен быстро добился успеха и в 1908 году стал техническим директором завода Mors. Благодаря улучшению и модернизации производства продажи резко пошли вверх. Во время войны завод переключился на производство необходимой техники, а первый автомобиль изготовил уже после её окончания.
Андре Ситроен производил артиллерийские снаряды для России и Франции во время Первой мировой войны, и после войны у него осталась фабрика, но не было продукта. В 1919 году компания начала выпуск автомобилей. Первую модель, Type A, спроектировал для Андре Ситроена его друг Жюль Саломон (фр. Jules Salomon), главный конструктор Le Zèbre. Type A стоил 7950 франков — для 1919 года сумма смехотворная, но данная модель была первой в Европе, на которой был установлен электрический стартер и свет. Type A развивал скорость 60 км/ч.
Ситроен был прекрасным торговцем — он использовал Эйфелеву башню как самый большой в мире рекламный носитель, как зарегистрировано в Книге рекордов Гиннесса. Он также спонсировал экспедиции в Азию (фр. Croisière Jaune, Жёлтый рейд) и Африку (фр. Croisière Noire, Чёрный рейд), призванные продемонстрировать потенциал полугусеничных автомобилей, разработанных совместно с Адольфом Кегрессом, строившим до войны аналогичные машины для Николая II. В экспедициях участвовали учёные и журналисты, что обеспечило огромный успех.
Ориентированная на производство недорогих и неприхотливых машин, компания со второй попытки попадает, что называется, «в яблочко» — выпускает очень простую модель 5CV. Это была 4-цилиндровая малолитражка без передних тормозов, с эллиптическими рессорами спереди и сзади, надёжная и приспособленная к сельским дорогам. В 1921 году Citroën начинает выпуск таксомоторов, а через десять лет почти 90 % авто таксомоторного парка Парижа носят знаменитое имя «Citroën».
В 1924 году Ситроен начал сотрудничать с американским инженером Эдвардом Баддом, который с 1899 года занимался разработкой корпусов для железнодорожных вагонов из нержавеющей стали, в том числе и для Пульмана. Бадд также начал изготавливать стальные кузовы для многих автомобилестроителей, и в 1928 году Citroën впервые применил цельнометаллический кузов в своих автомобилях.
Вскоре конкуренты, всё ещё использовавшие дерево как основной материал в конструкции кузова, вывели на рынок автомобили с новым дизайном. Citroën стал выходить из моды, и компания понесла серьёзные убытки. Пытаясь исправить ситуацию, Citroën разработал революционный Traction Avant, который обладал тремя важными особенностями: цельнометаллический несущий кузов, передний привод и независимая подвеска передних колёс. Кроме того, в 1933 году Citroën выпустил Rosalie — первый в мире серийный легковой автомобиль с дизельным двигателем, созданным Гарри Рикардо.

### Эпоха Мишлен

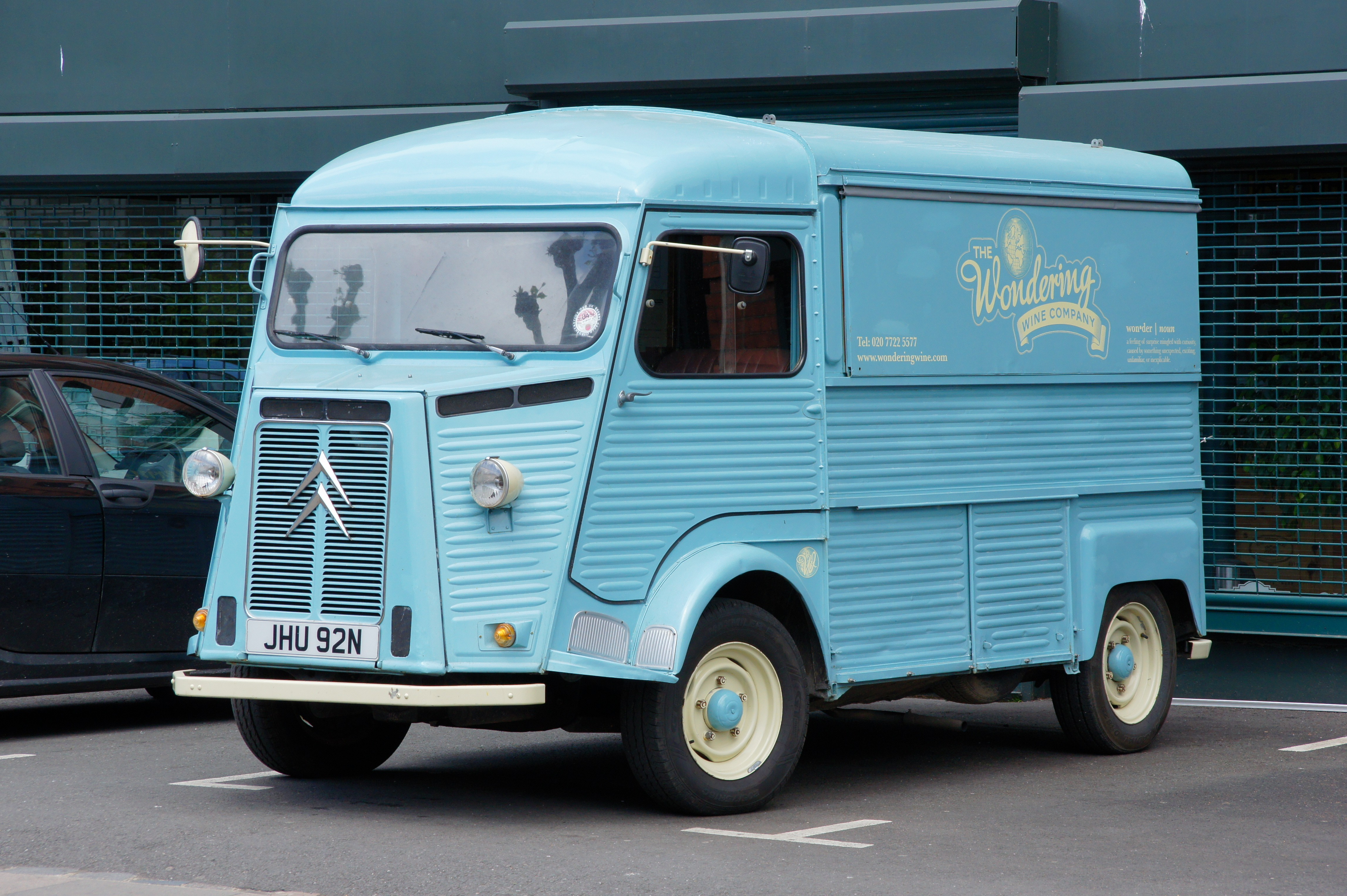
Citroën Type H

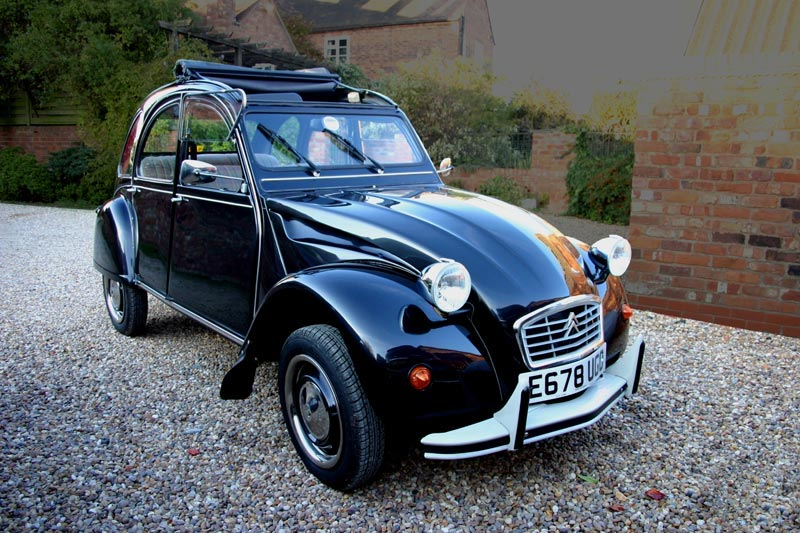
2CV, 1987 год

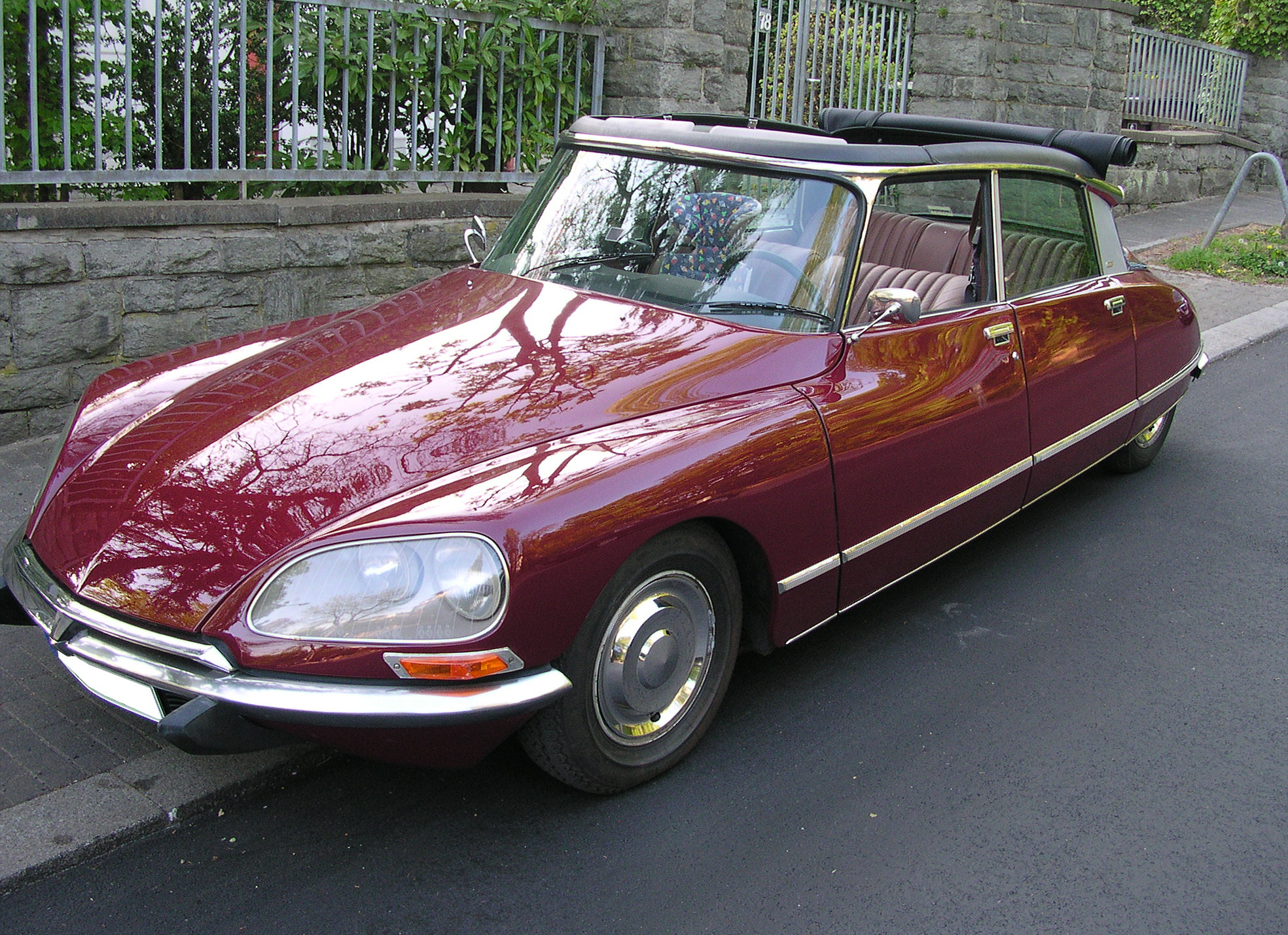
DS 23 Pallas

Несмотря на удачное конструктивное решение, «Траксьон Аван» оказался слишком дорог в производстве, что привело к почти полному финансовому краху Citroën. В 1934 году компания за долги отходит к своему крупнейшему кредитору, компании Michelin. К счастью для Michelin, рынок встретил Traction Avant с распростёртыми объятиями.
Во время немецкой оккупации Франции во Второй мировой войне конструкторы Citroën продолжали свою работу под строжайшим секретом и создавали идеи, которые были позже воплощены в моделях 2CV и DS. После войны фирма Citroën возобновила выпуск старых моделей «Траксьон Аван» — 11CV и 15CV. На одной из последних машин этой серии — 15Н — в 1954 году впервые установили гидропневматическую подвеску, на долгие годы ставшую визитной карточкой Citroën.
В 1948 году на Парижском автосалоне компания представила свой новый автомобиль 2CV, не обладавший ни выдающимся дизайном, ни мощным двигателем (всего 375 см³). Но, будучи весьма недорогим и простым в обслуживании, он на долгие годы завоевал популярность во Франции и во всём мире. Выпуск 2CV без каких-либо конструктивных изменений продолжался до 1990 года.
В 1955 году Citroën явил миру ещё одну легенду — DS-19 с неординарной внешностью и очень низкой посадкой. Кроме революционного дизайна DS-19 обладал целым рядом технологических инноваций: дисковыми тормозами, усилителем руля и тормозов, гидропневматической подвеской, не только обеспечивающей плавность хода, но и позволявшей приподнимать или опускать кузов автомобиля. А в 1968 году Citroën DS-19 обзавёлся поворотными фарами.

### Слияние с Peugeot
Сосуществование двух марок было непростым в течение более чем 20 лет. Обе марки во всем не похожи друг на друга: Peugeot была априори очень консервативной маркой, тогда как Citroën была технологически новаторской, в частности, за счет подвесок и концепций аэродинамики.
Преобразования затронули конструкторский отдел Citroën: одни сотрудники ушли (например, Робер Опрон, дизайнер рестайлинговых DS, Ami 8, SM, GS и CX), другие остались, однако плохо приняли новое руководство, в частности, из-за его стремления к стандартизации. Первые модели вызвали у Citroën сомнения по поводу будущего марки: модель LN (1976) представляла собой кузов 104 Coupé с двигателем Dyane.
Тем не менее, группа PSA была финансово успешной благодаря таким моделям, как GS и CX. PSA стала развивать существующий модельный ряд: на основе 2CV появились многочисленные ограниченные серии, CX стала оснащаться дизельными двигателями, а GS в 1979 году превратилась в GSA в кузове хетчбэк.
В начале 1980-х годов финансовое положение группы PSA сильно ухудшилось. Компания Peugeot c трудом пережила покупку Chrysler-Europe (бывшей Simca) в 1979 году, а второй нефтяной кризис 1979 года еще больше усугубил положение автопроизводителя.

### Скромные успехи
Модель BX (1982) стала продуктом того сложного времени. Она оборудована тем же двигателем, что и 305 Phase II. Такое использование компонентов Peugeot в автомобиле Citroën довольно плохо приняли в конструкторских отделах Citroën, однако выпуск BX не терпел отлагательств, будущее Citroën зависело от BX, точно так же, как будущее Peugeot – от 205. Кроме того, этот период совпал с приходом Жоржа Фальконе к руководству коммерческим отделом в 1980 году и с последующим сотрудничеством с Жаком Сегела. Теперь практически каждый запуск новой модели сопровождался поддержкой какой-либо знаменитости: певца, актера, режиссера или спортсмена. Так, в презентацию модели BX под Эйфелевой Башней в Париже свой вклад внес Жюльен Клерк, а затем и Филипп Лабро.
Ведущая модель линейки не могла оставаться единственной, так как устаревала со временем. На помощь пришли модели AX (1986) и XM (1989).
Запуск XM в 1989 году, замена BX моделями ZX (1991) и Xantia (1993), а также рестайлинг AX в 1992 году ознаменовали начало эры качества Citroën. Однако начало было сложным. Проблемы с электрикой XM (а также 605) объяснялись слишком быстрым запуском, на котором настаивал генеральный директор PSA Жак Кальве; кроме того, c течением времени марка с двумя шевронами перестала выглядеть креативной. Автомобили Citroën становились клонами уже существующих моделей Peugeot: Évasion (первый минивэн марки, 1994), Saxo (1996) и Berlingo (первый многофункциональный автомобиль в истории, 1996) − все эти модели были разработаны на общих с Peugeot платформах. Кроме того, более индивидуальные и широко распространенные модели, такие как ZX или Xsara (1997), оказались слишком скромными с точки зрения стиля.

### Возрождение при М. Фольце
С приходом к руководству группой PSA Жана-Мартена Фольца сосуществование Peugeot и Citroën более-менее наладилось, концептуальные противоречия сгладились, а сокращение расходов стало производиться не в ущерб стилю. Рестайлинговые C1, C2, C3, C4 и C5 обладают ярко выраженной стилистической индивидуальностью, которую они обрели с подачи Жана-Пьера Плуэ, директора по стилю Citroën и преемника Фламинио Бертони (дизайнера моделей Traction, DS, 2CV, Ami 6), или Робера Опрона (SM, GS, CX). В апреле 2006 года на рынок была выпущена модель C6: она напоминала CX (вогнутое заднее стекло). Минивэны Xsara Picasso, C4 Picasso (5- и 7-местный), а также C3 Picasso оказались успешными и способствовали подъёму престижа марки. Так, в марте 2009 года Citroën завоевала 16,1% французского рынка, что совсем близко к доле Peugeot (16,4%). Этот результат стал лучшим за 35 лет.
После сноса в 1983 году старого завода в Париже (XV округ) на берегу Сены (набережная Жавель) на его месте был разбит общественный парк (парк Андре Ситроена), окруженный жилыми домами и непроизводственными зданиями. Исторические заводы Citroën расположены в Оне-су-Буа, Рен-ла-Жанэ и Виго (Испания). В настоящее время автомобили обеих марок производятся на заводах группы PSA Peugeot Citroën.

### Период колебаний
В период экономического кризиса 2008 года компания Citroën была вынуждена закрыть производство в Оне-су-Буа, поскольку продажи поползли вниз. Ее направление премиальных автомобилей DS Automobiles оказалось успешным и стало отдельным брендом. Поскольку автомобили Peugeot заняли нишу солидных автомобилей, автомобили Citroën постепенно заняли более необычную нишу полезных технологий, что ознаменовалось запуском модели C4 Cactus.

### Марка DS Automobile
DS Automobiles − французский производитель представительских автомобилей, входящий в группу PSA Peugeot Citroën. С 2009 по 2014 год DS представлял собой модельный ряд премиальных автомобилей Citroën, но через пять лет своего существования в июне 2014 года превратился в отдельную марку. Название марки − это дань уважения старой премиальной модели Citroën DS, которая продавалась с 1955 по 1975 год.
Изначально в линейке DS было три модели: (Citroën) DS 3 (городской автомобиль), DS 4 (компактный автомобиль) и DS 5 (кроссовер). В 2014 году марка DS обретает независимость и дополняется моделями DS 5LS (премиальный седан) и DS 6 (кроссовер) для китайского рынка, а затем и моделями DS 5, DS 4 и DS 3, дизайн которых был обновлён в 2015 году.

## Европейский автомобиль года

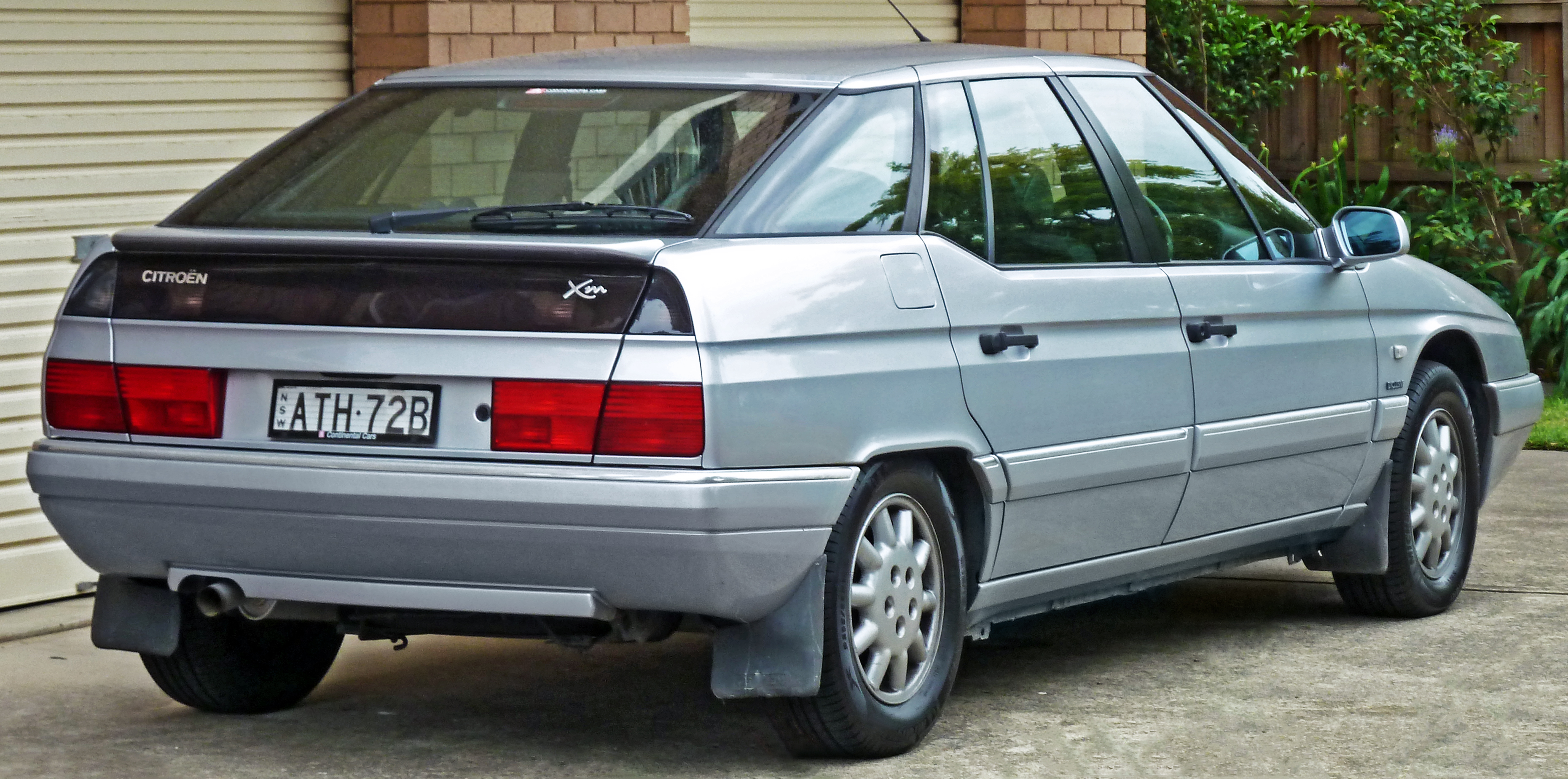
Citroën XM de 1990.

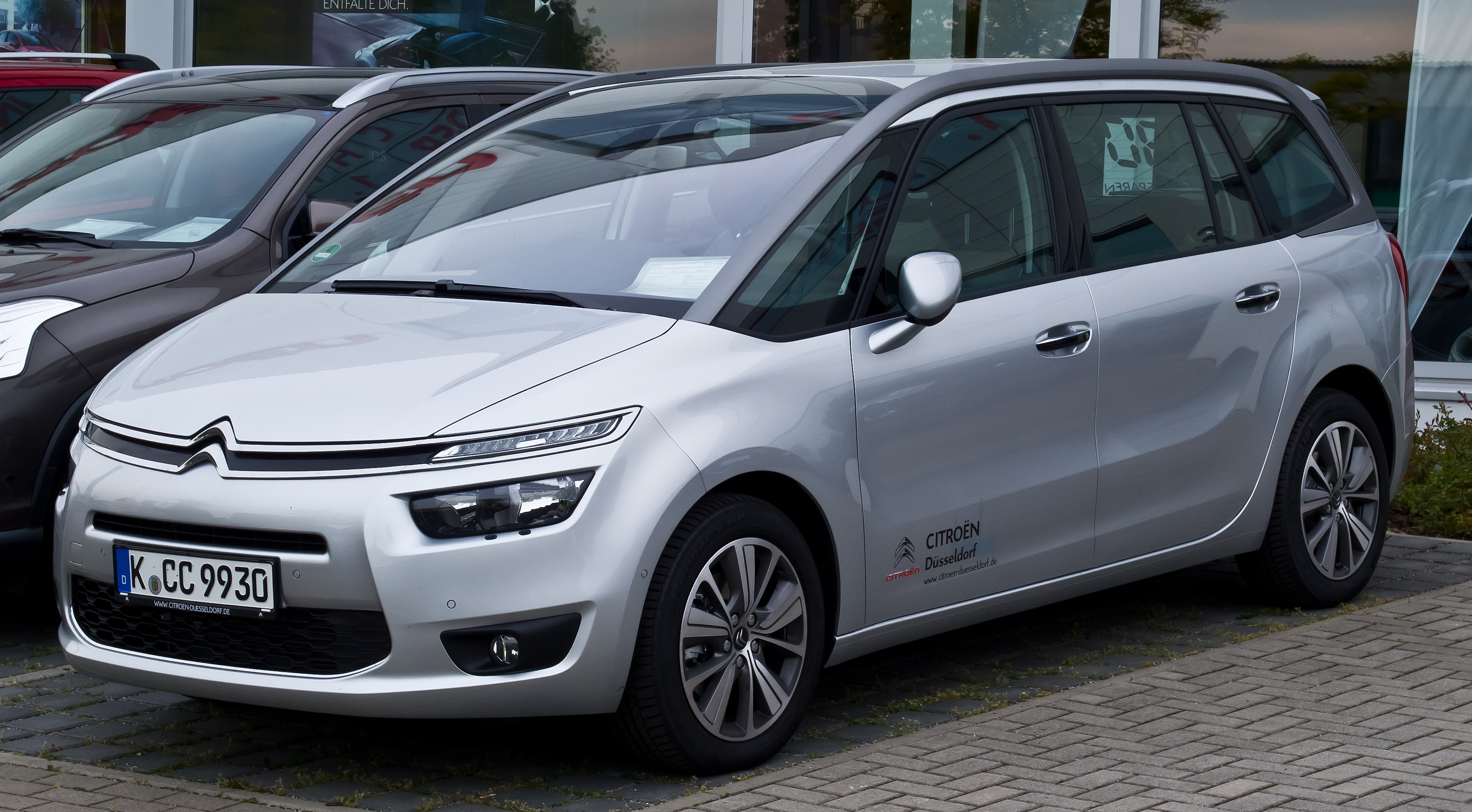
Citroën C4 Picasso (2013).

Ситроен три раза получил премию в номинации Европейский автомобиль года:
- 1971 – Citroën GS
- 1975 – Citroën CX
- 1990 – Citroën XM

Некоторые другие модели Ситроен занимали в этой номинации вторые или третьи места:
- 1971 – Citroën SM
- 1988 – Citroën AX
- 1992 – Citroën ZX
- 1994 – Citroën Xantia
- 2003 – Citroën C3
- 2005 – Citroën C4
- 2007 – Citroën C4 Picasso

## Итальянский автомобиль года
Автомобиля Года "Auto Europa" (Union Italiana Giornalisti Automobile dell'Automotive).
- 1990 – Citroën XM
- 1992 – Citroën ZX
- 1994 – Citroën Xantia
- 2001 – Citroën Xsara Picasso
- 2002 – Citroën C5
- 2003 – Citroën C3
- 2005 – Citroën C4
- 2012 – Citroën DS4

## Испанский автомобиль года
- 1974 – Citroën GS
- 1977 – Citroën CX
- 1984 – Citroën BX
- 1988 – Citroën AX
- 1992 – Citroën ZX
- 1994 – Citroën Xantia*
- 2003 – Citroën C3
- 2004 – Citroën C2
- 2009 – Citroën C5  (*): Renault Twingo ex aequo

## Автоспорт

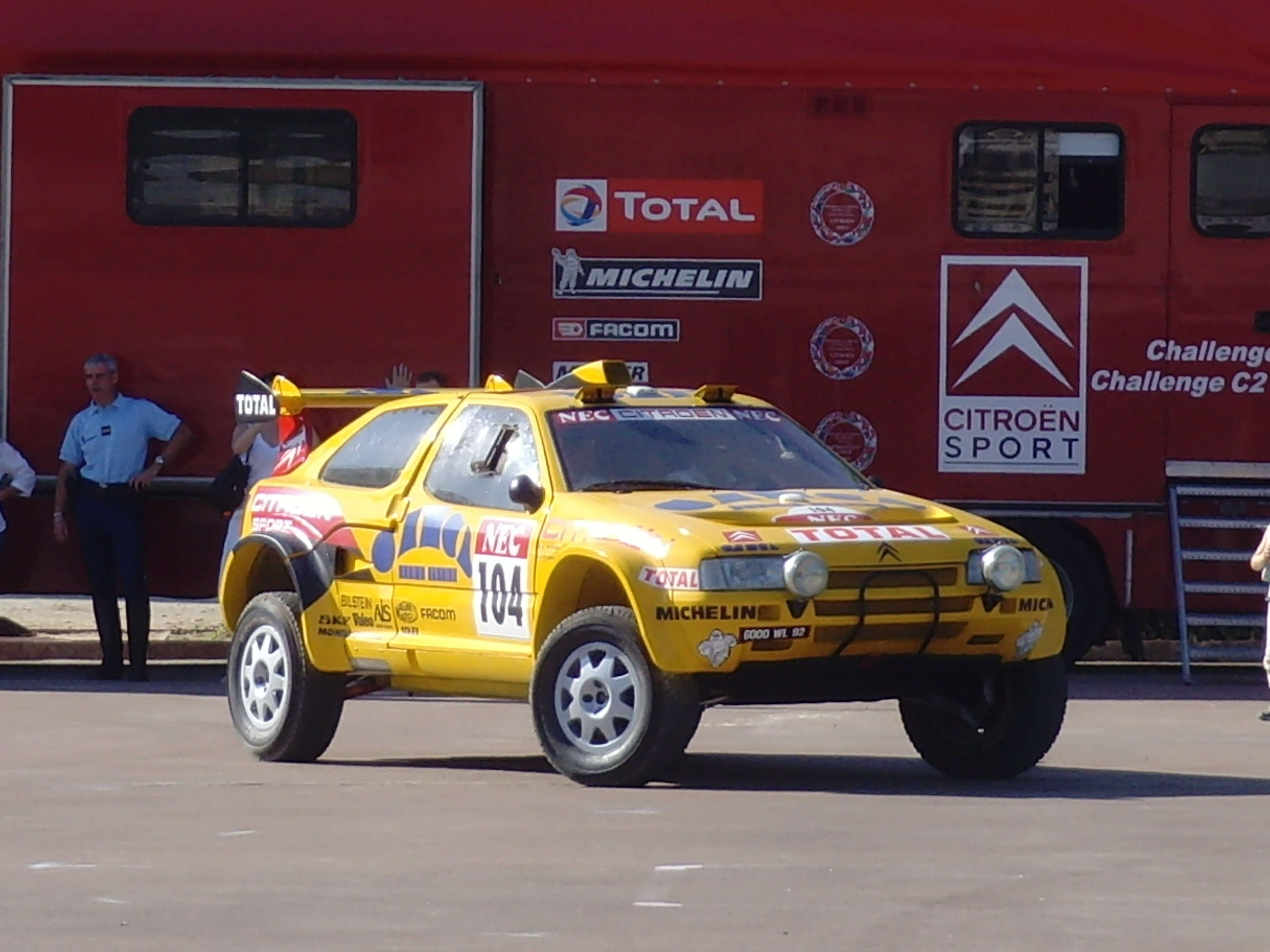
Citroën ZX Rallye-raid в первоначальном виде раскраски

### Ралли-рейд
Пилоты заводской команды Citroën Racing на спортпрототипах Citroën ZX Rallye-raid четыре раза побеждали в знаменитом ралли-рейде «Дакар». В 1991 году это был финн Ари Ватанен, а в 1994—1996 годах выиграл француз Пьер Лартиг. Также они пять раз первенствовали в Кубке мира по ралли-рейдам. В 1993—1996 году победил Лартиг, а в 1997 году — Ватанен. Всего на счету этих пилотов, а также финна Тимо Салонена — 38 побед в ралли-рейдах, на модели ZX Rallye Raid.

### Значимые победы в ралли, до чемпионата мира

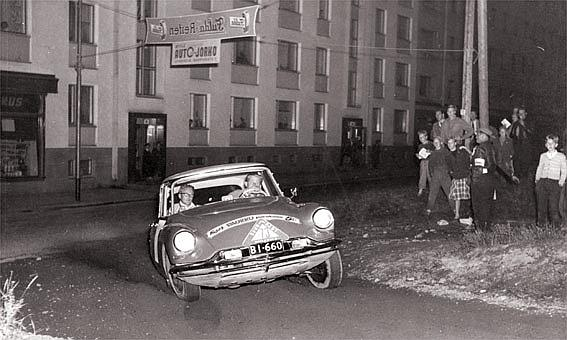
Citroën DS, Ралли 1000 озёр, Финляндия, 1956 год

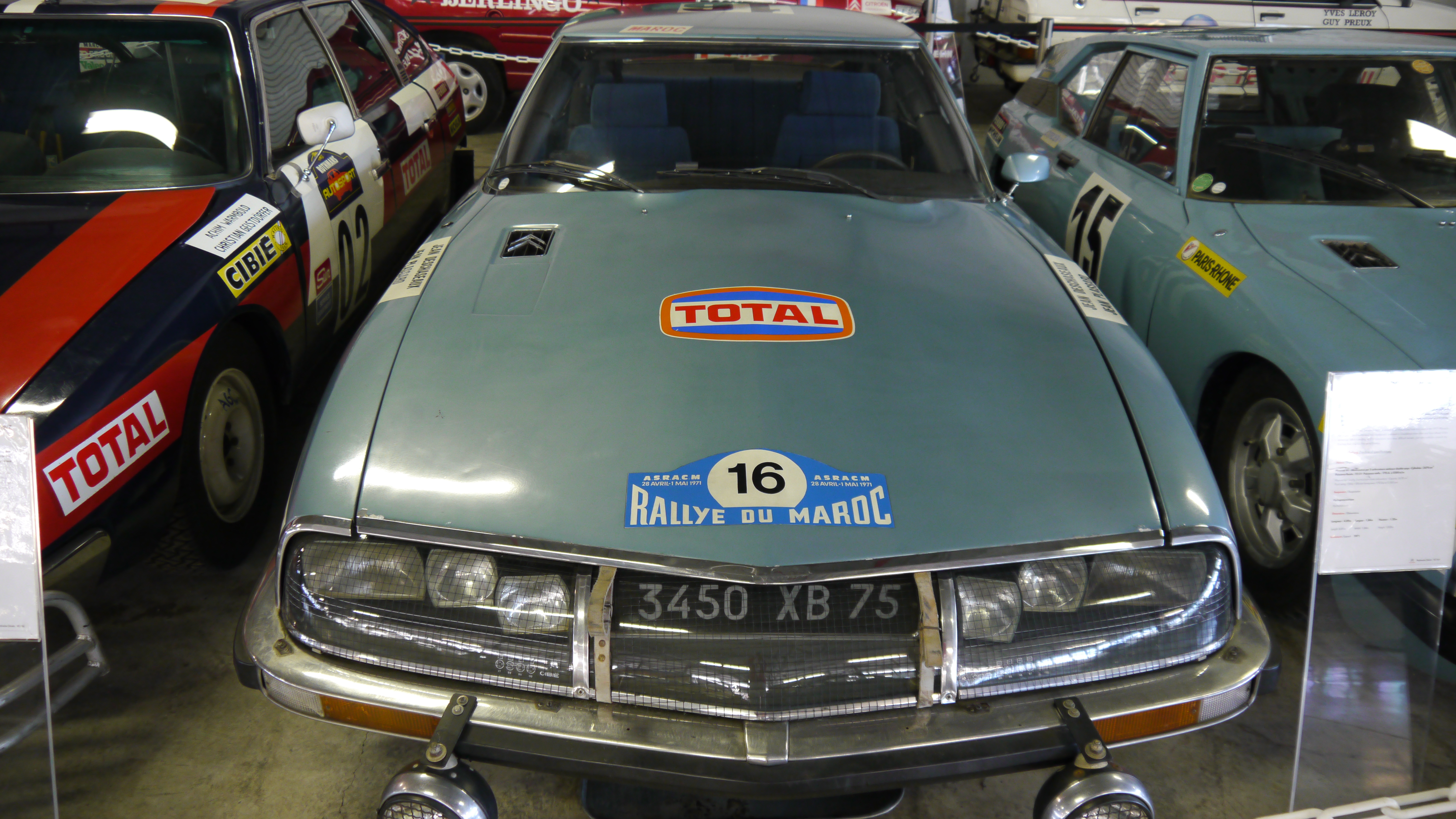
Citroën SM, Ралли Марокко, 1971 год

| Год  | Ралли                                    | Победа автомобилей |
| ---- | ---------------------------------------- | ------------------ |
| 1959 | Ралли Монте-Карло                        | Citroën DS         |
| 1961 | Тур де Корс                              | Citroën DS         |
| 1962 | Ралли Финляндия                          | Citroën DS         |
| 1963 | Тур де Корс                              | Citroën DS         |
| 1966 | Ралли Монте-Карло                        | Citroën DS         |
| 1969 | Ралли Португалии                         | Citroën DS         |
| 1969 | Ралли Марокко                            | Citroën DS         |
| 1970 | Ралли Марокко                            | Citroën DS         |
| 1971 | Ралли Марокко                            | Citroën SM         |
| 1974 | Ралли Лондон-Сахара-Мюнхен Кубок мира по | Citroën DS         |

### Чемпионат мира по ралли
Citroën 8 раз выигрывал в зачёте производителей чемпионата мира по ралли (2003—2005, 2008—2012). Первый пилот команды Citroën World Rally Team, французский автогонщик Себастьен Лёб (фр. Sébastien Loeb) рекордные 9 раз становился чемпионом мира в личном зачёте на автомобилях Citroën (2004—2012). Всего на автомобилях Citroën Xsara Kit Car, Citroën Xsara WRC, Citroën C4 WRC и Citroën DS3 WRC был выигран 91 этап WRC.

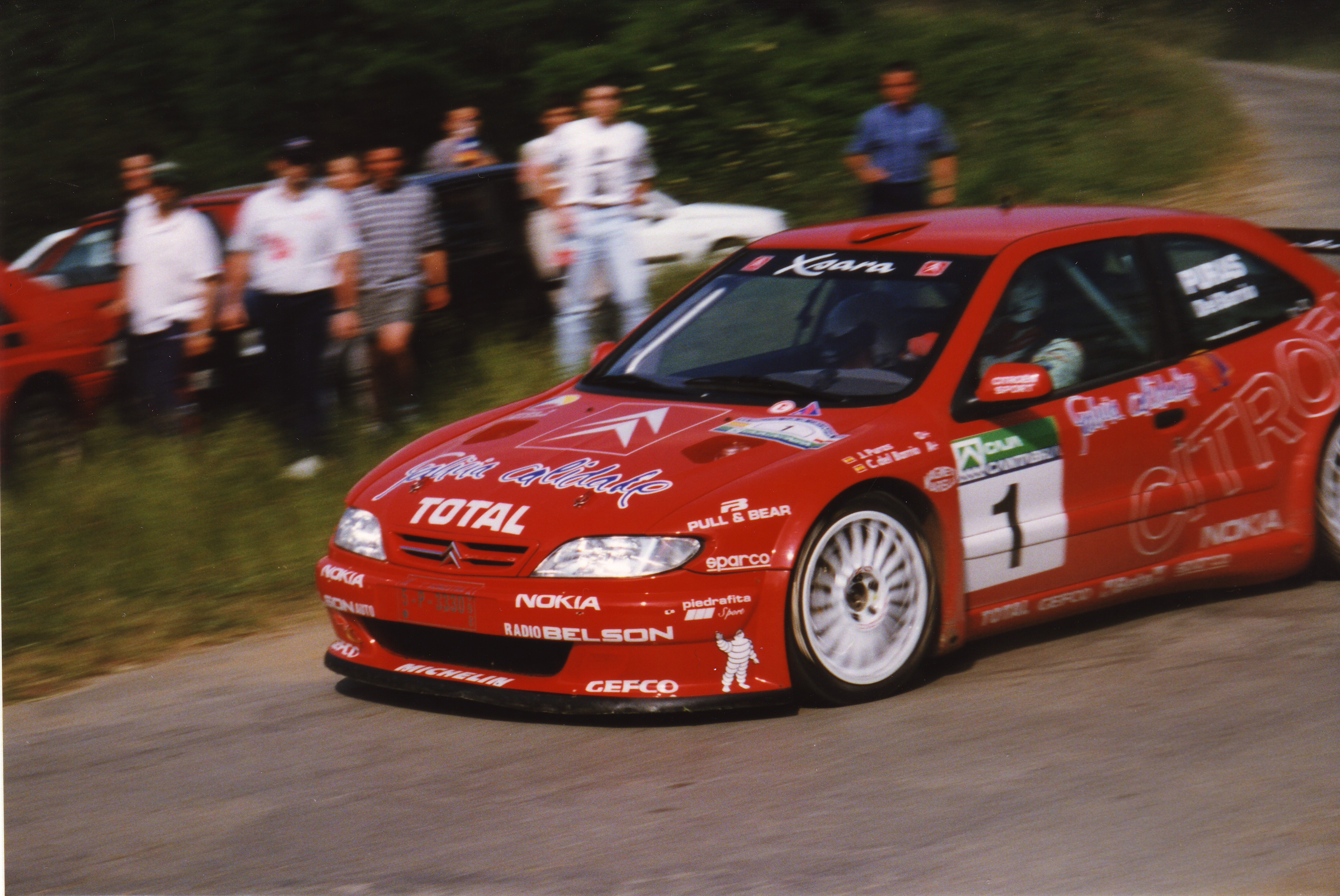
Хесус Пурас на Citroën Xsara Kit Car, 1998 год
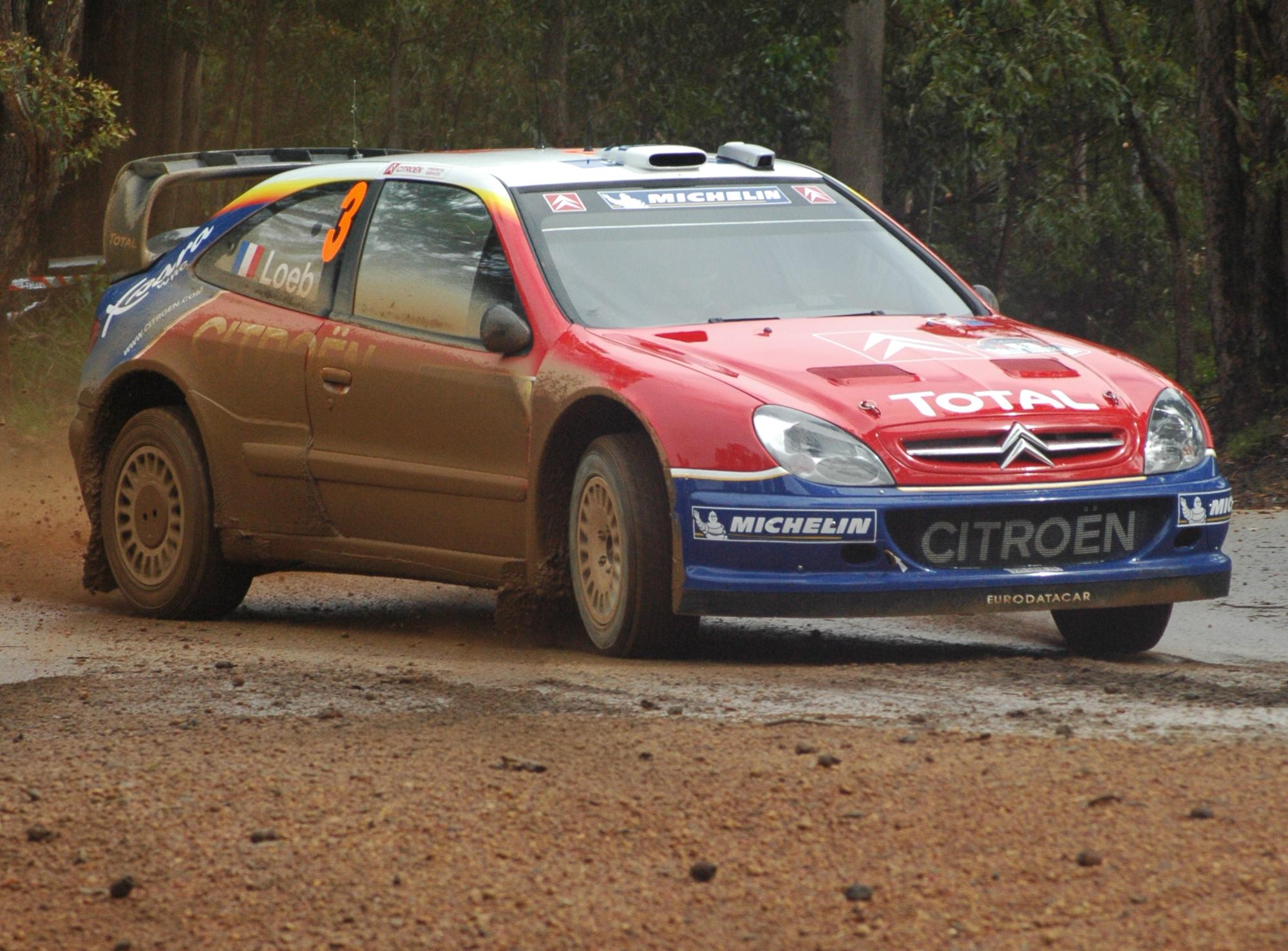
Себастьен Лёб, Citroën Xsara WRC на трассе Акрополис Ралли, 2005
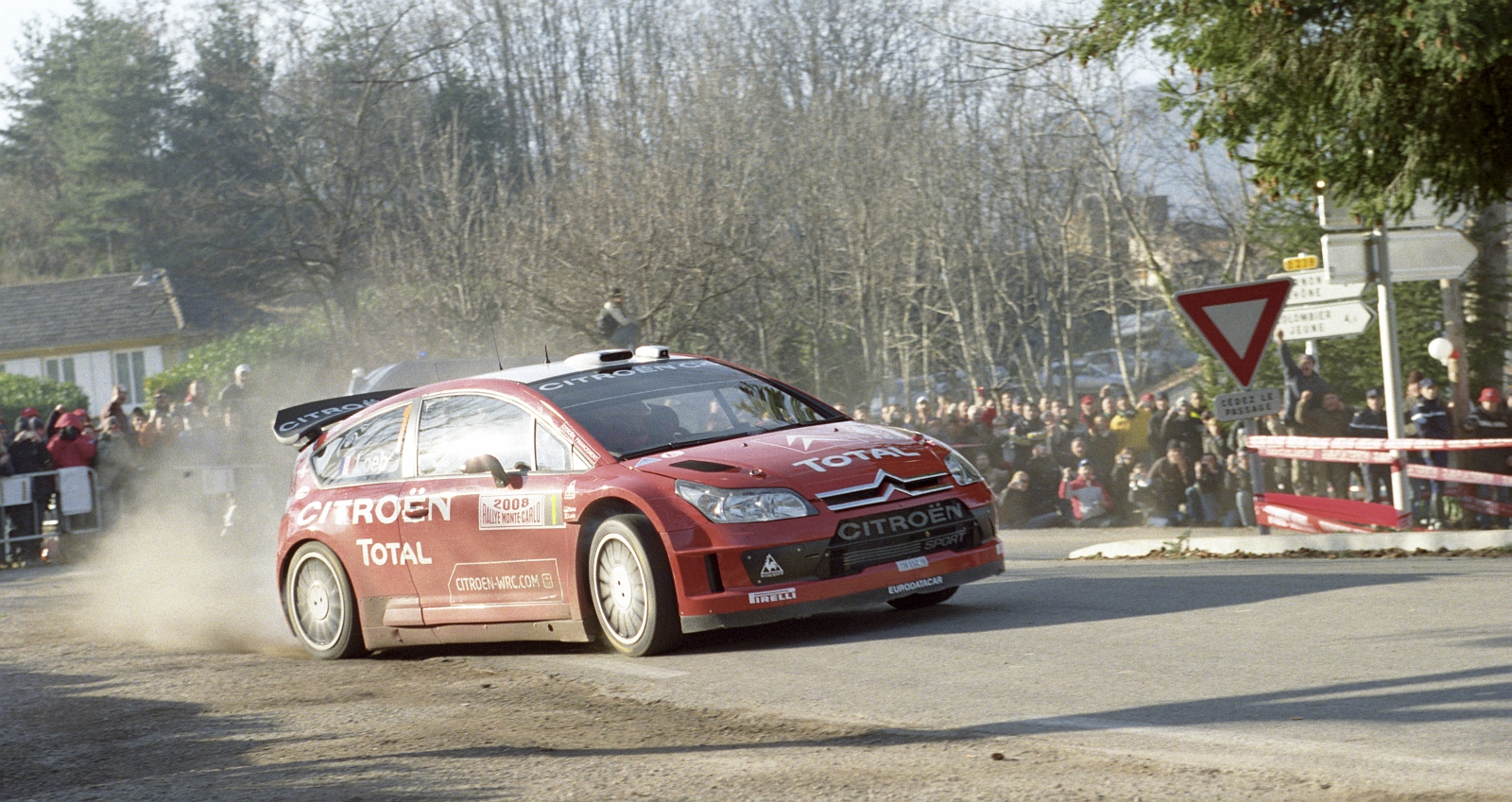
Себастьен Лёб, Citroën C4 WRC, Ралли Монте-Карло 2008
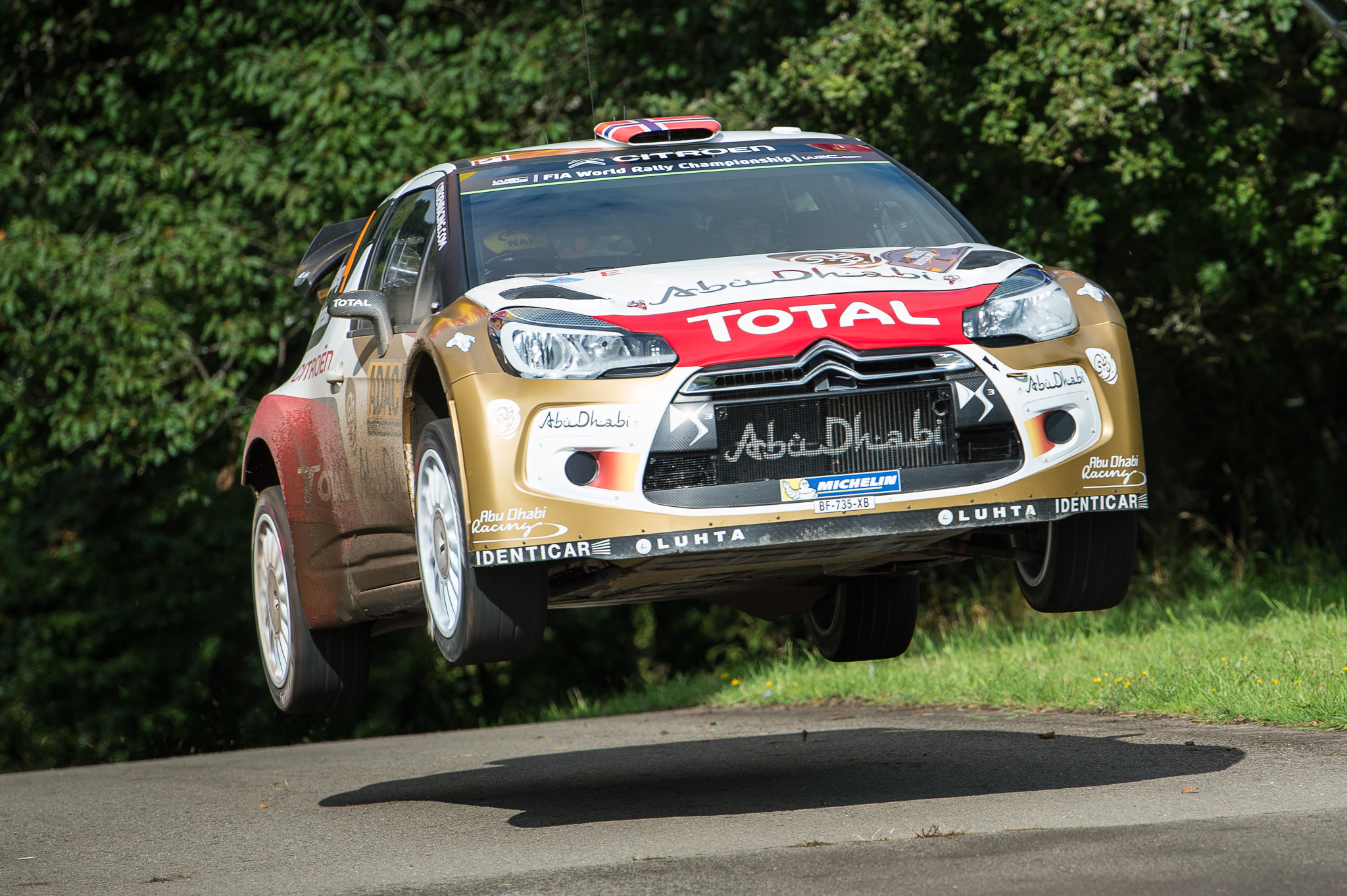
Мадс Остберг, Citroën DS3 WRC, Ралли Германии 2014

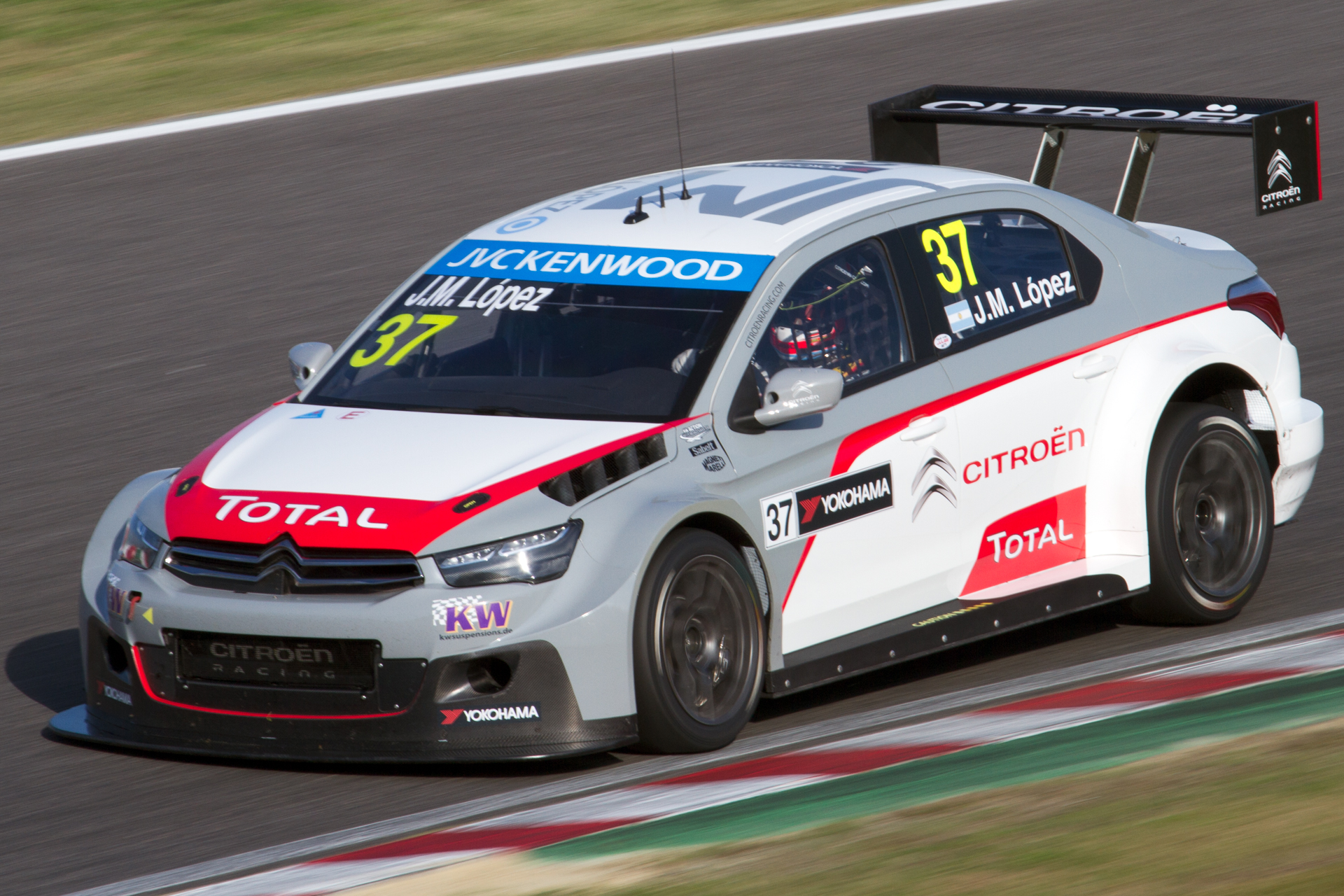
Хосе Мария Лопес пилотирует Citroën C-Elysée WTCC

### Чемпионат мира по туринговым гонкам
Команда Citroën World Touring Car Team стала победителем чемпионата мира по туринговым гонкам в 2014, 2015 и 2016 годов, выступая на модели Citroën C-Elysée WTCC. А её ведущий пилот, аргентинец Хосе Мария Лопес (исп. José María López), становился в эти сезоны чемпионом мира в личном зачёте.

## Концепт-кары
- Citroën Traction Avant 22 CV
- Citroën G Van
- Citroën Prototype C
- Citroën C-60
- Citroën Project F
- Citroën Mini-Zup (1972)
- Citroën GS Camargue (1972)
- Citroën 2CV Pop (1973)
- Citroën Prototype Y
- Citroën C44 (1980)
- Citroën Karin (1980)
- Citroën Xenia (1981)
- Citroën Eco 2000 (1984)
- Citroën Eole (1986)
- Citroën Zabrus (1986)
- Citroën Activa (1988)
- Citroën Activa II (1990)
- Citroen AX14KD(~89-91)
- Citroen AX14BD(track edition)
- Citroën Citela (1992)
- Citroën Xanae (1994)
- Citroën Osmose
- Citroën Tulip (1995)
- Citroën C3 Lumière (1998)
- Citroën C6 Lignage (1999)
- Citroën Osée
- Citroën Démonstrateur Pluriel (1999)
- Citroën C-Crosser (2001)
- Citroën C-Airdream (2002)
- Citroën C-Airlounge (2003)
- Citroën C-SportLounge (2005)
- Citroën C-Airplay (2005)
- Citroën C-Buggy (2006)
- Citroën C-Métisse (2006)
- Citroën C-Cactus (2007)
- GT by Citroën (2008)
- Citroën Hypnos (2008)
- Citroën DS Inside (2009)
- Citroën Revolte 2009 (2009)
- Citroën DS High Rider (2010)
- Citroën Metropolis (2010)
- Citroën Survolt (2010)
- Citroën Lacoste (2010)
- Citroën Tubik (2011)
- Citroen DS Numero 9 (2012)
- Citroen Cactus (2013)
- Citroen DS Wild Rubis (2013)
- Citroën Technospace (2013)
- Citroën DS Divine (2014)
- Citroën Aircross (2015)
- Citroën Cactus M (2015)
- Citroën CXperience (2016)
- Citroen C-Aircross (2017)
- Citroen 19 19 (2019)
- Citroen Ami One (2019)

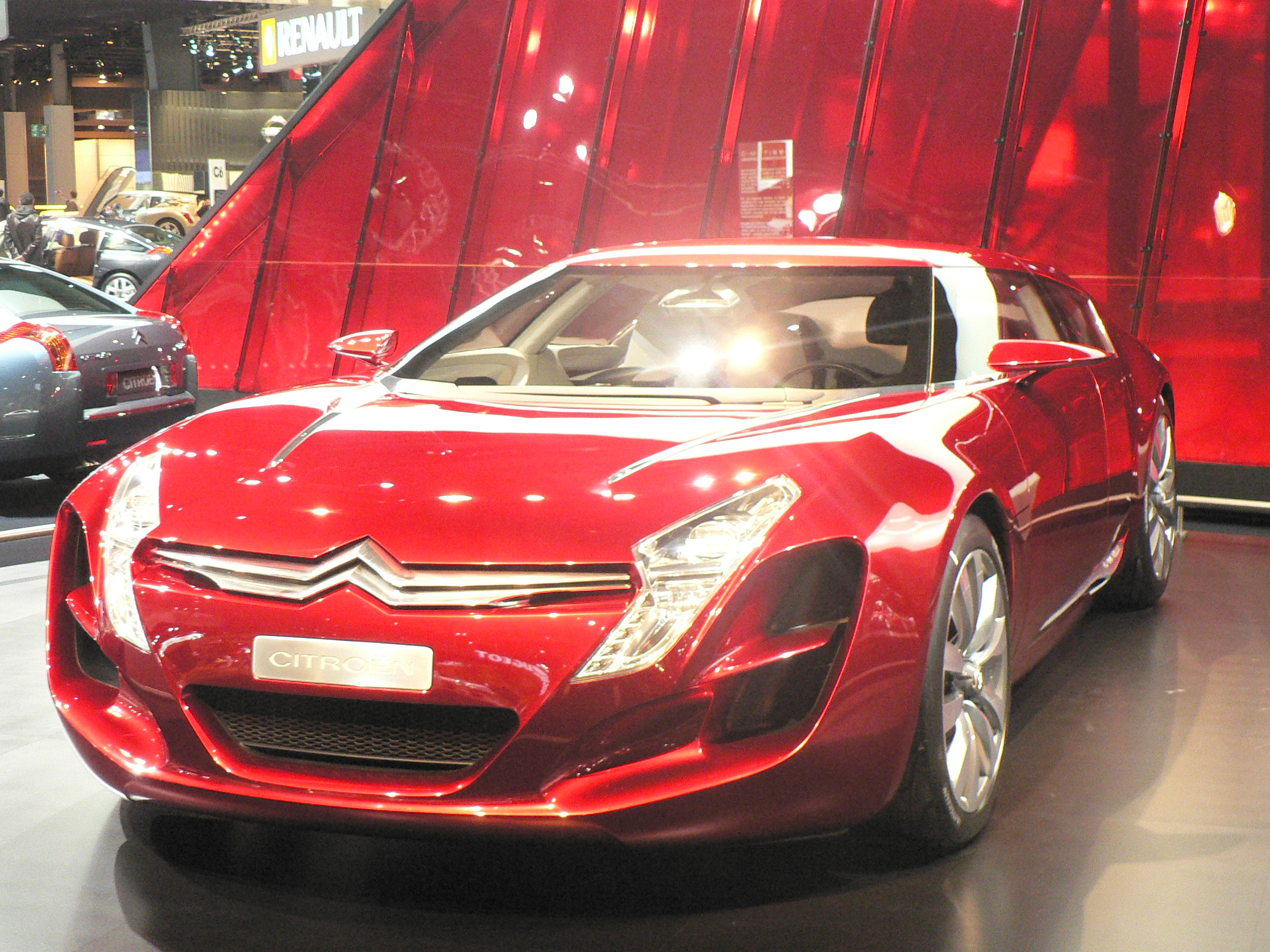
Citroën C-Métisse
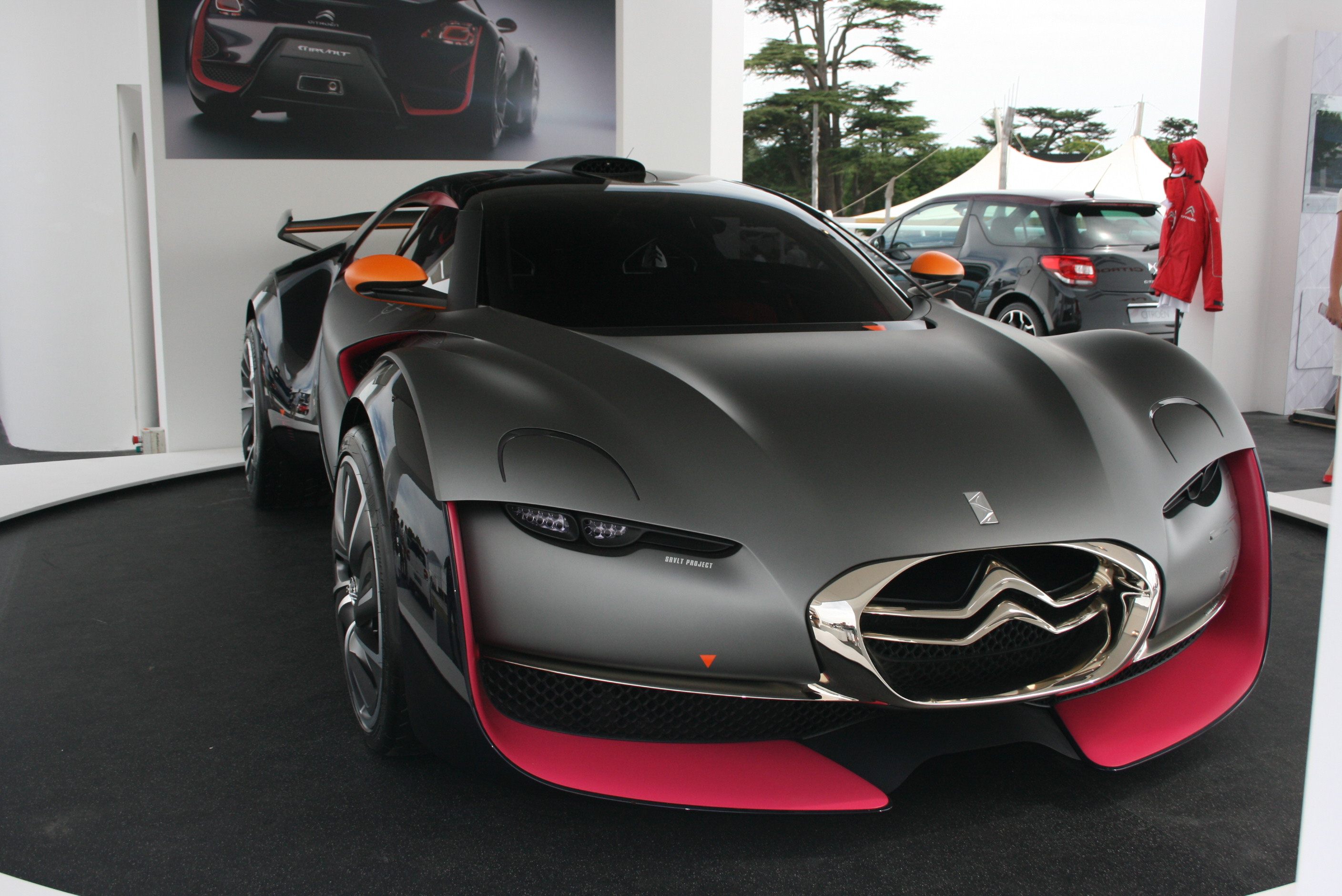
Citroën Survolt
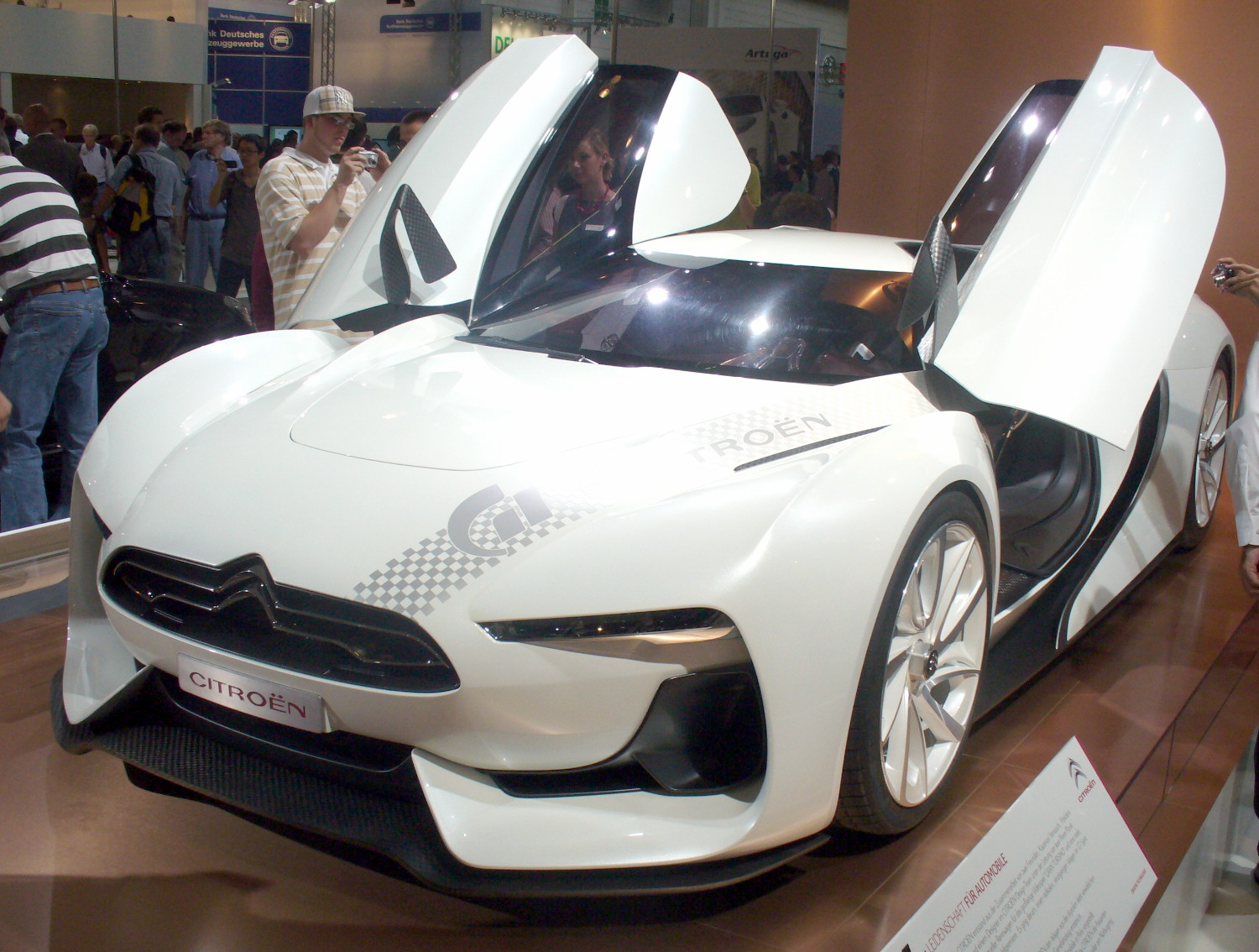
Citroen GT
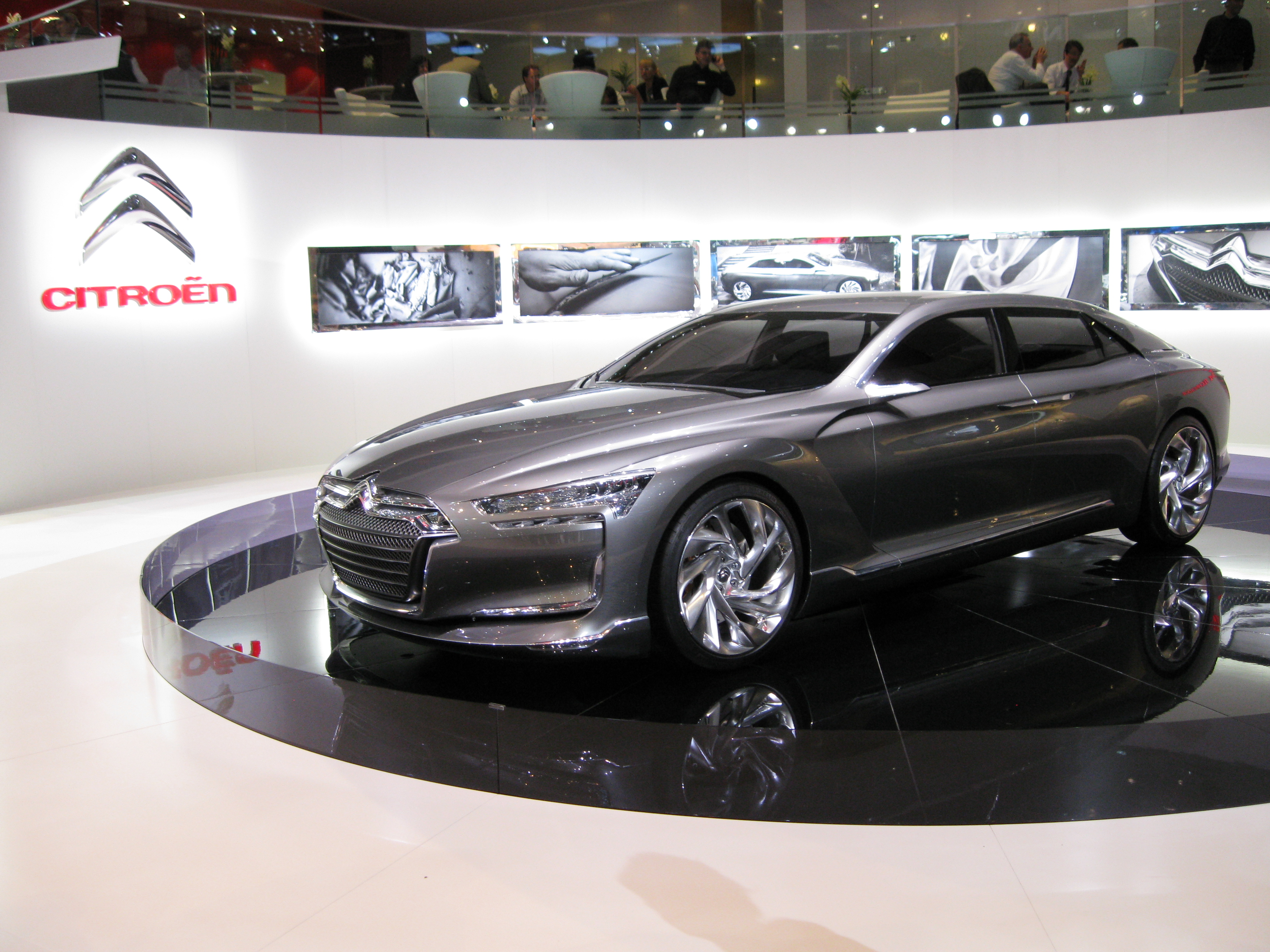
Citroën Metropolis
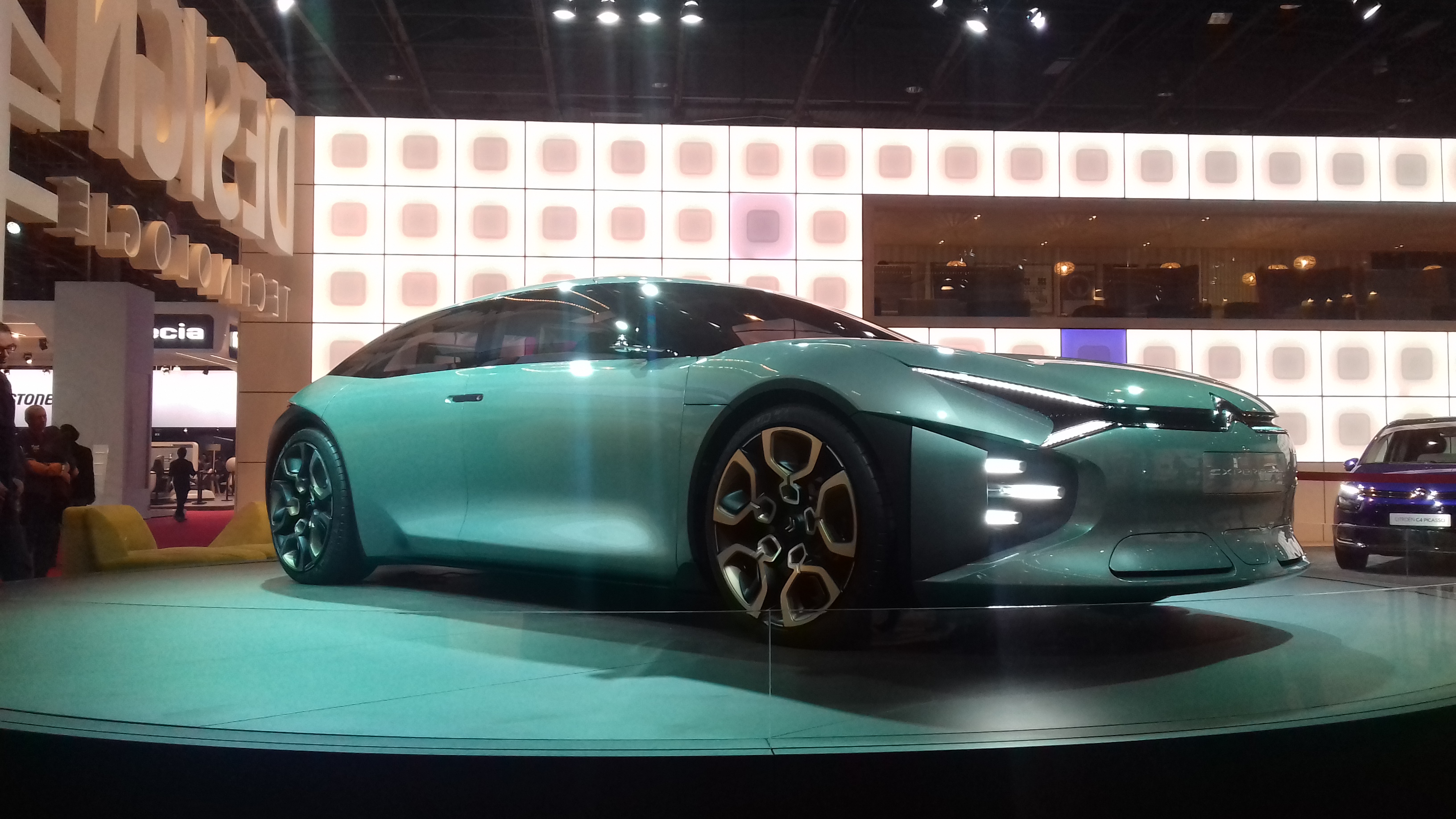
Citroën CXperience